# Chalo-Saint-Mars
Chalo-Saint-Mars is een gemeente in het Franse departement Essonne (regio Île-de-France) en telt 1094 inwoners (1999). De plaats maakt deel uit van het arrondissement Étampes.

## Geografie
De oppervlakte van Chalo-Saint-Mars bedraagt 28,8 km², de bevolkingsdichtheid is 38,0 inwoners per km².
De onderstaande kaart toont de ligging van Chalo-Saint-Mars met de belangrijkste infrastructuur en aangrenzende gemeenten.

## Demografie
Onderstaande figuur toont het verloop van het inwonertal (bron: INSEE-tellingen).